# Norman Geras
Norman Geras (25 de agosto de 1943 - 18 de octubre de 2013) fue un teórico político y profesor emérito de Ciencias Políticas en la Universidad de Mánchester. Él contribuyó a un análisis de la obra de Karl Marx en su libro Marx y la naturaleza humana y el artículo de la controversia acerca de Marx y la Justicia.
Geras nació en Bulawayo, Rhodesia del Sur (actual Zimbabue), en una familia de origen judío. Al llegar al Reino Unido en 1962, leyó Filosofía, Política y Economía en el Pembroke College, Oxford y se graduó en 1965. Fue un estudiante de investigación 1965-1967 en el Nuffield College de Oxford antes de incorporarse a la Universidad de Mánchester como profesor en 1967, se retiró como profesor en 2003.
Geras estaba en el consejo de redacción de New Left Review 1976-1992, y luego en el consejo de redacción de Socialist Register 1995-2003. Desde 2003, ha escrito un blog, que se centra en las cuestiones políticas, tales como la invasión de Irak en 2003, que retrocedió, sus intereses académicos y una serie de otros temas, como la música popular, el cricket y el cine. En 2006, fue uno de los principales autores del Manifiesto de Euston.
Se casó con la escritora de niños Adèle Geras (nacida en Jerusalén, 1944) en 1967. Una de sus dos hijas es Sophie Hannah, poeta y autora.